# Torneos WTA en 2016
El Tour de la WTA 2016 es el circuito de la élite profesional del tenis, organizado por la Asociación de Tenis Femenino (WTA) para el año 2016.  El WTA Tour 2016 comprende el calendario de torneos de Grand Slam (supervisado por la Federación Internacional de Tenis (ITF), los Torneos WTA Premier (Premier Mandatory, Premier 5, y los Premier regulares), los Torneos WTA International, la Copa Federación de Tenis (organizada por la ITF) y los campeonatos de fin de año (el Campeonato de la WTA Tour y el Torneo WTA de Campeones). También estará incluido en el calendario de 2016 la Copa Hopman, que es un torneo de equipos mixtos organizado por la ITF, pero que no distribuye puntos para el Ranking. Este año se incluye, asimismo, el Torneo Olímpico que se celebró en Río de Janeiro, que sí distribuyó puntos, pero no premios en metálico.

## Calendario
Esta es la programación completa de los torneos durante el calendario de la WTA en 2016. Los torneos aparecen ordenados según su categoría y conforme se vayan disputando cronológicamente, figurando a su vez la tenista ganadora del torneo y el progreso de las jugadoras en cada torneo a partir de los cuartos de final. Para cada torneo se indica, además, el importe económico en premios, la superficie en la que se juega y el número de tenistas participantes.
Clave
| Grand Slam            |
| Finals                |
| Juegos Olímpicos      |
| Elite Trophy          |
| Premier Mandatory     |
| Premier 5             |
| Premier               |
| International         |
| Copa Hopman y Fed Cup |

### Enero
| Semana                  | Torneo | Campeonas                                        | Finalistas                                       | Semifinalistas                                                            | Cuartos de final                                                          |
| ----------------------- | --- | ------------------------------------------------ | ------------------------------------------------ | ------------------------------------------------------------------------- | ------------------------------------------------------------------------- |
| 4 de enero              | Hopman Cup Perth, Australia Campeonato Mixto de la ITF $1,000,000 – Dura (i) – 8 equipos (RR)                                           | Australia verde Daria Gavrilova Nick Kyrgios 2-0 | Ucrania · Elina Svitolina · Aleksandr Dolgopólov | Eliminados del Grupo A · República Checa · Australia oro · Estados Unidos | Eliminados del Grupo B · Reino Unido · Alemania · Francia                 |
| 4 de enero              | Brisbane International Brisbane, Australia WTA Premier $885,500 – Dura – 30S/32Q/16D Cuadro Individual – Cuadro de Dobles               | Victoria Azarenka 6-3, 6-1                       | Angelique Kerber                                 | Samantha Crawford Carla Suárez                                            | Roberta Vinci Andrea Petković Anastasiya Pavliuchenkova Varvara Lepchenko |
| 4 de enero              | Brisbane International Brisbane, Australia WTA Premier $885,500 – Dura – 30S/32Q/16D Cuadro Individual – Cuadro de Dobles               | Martina Hingis Sania Mirza 7-5, 6-1              | Angelique Kerber Andrea Petković                 | Samantha Crawford Carla Suárez                                            | Roberta Vinci Andrea Petković Anastasiya Pavliuchenkova Varvara Lepchenko |
| 4 de enero              | Shenzhen Open Shenzhen, China WTA International $426,750 – Dura – 32S/16Q/16D Cuadro Individual – Cuadro de Dobles                      | Agnieszka Radwańska 6-3, 6-2                     | Alison Riske                                     | Anna-Lena Friedsam Tímea Babos                                            | Qiang Wang Kateřina Siniaková Eugénie Bouchard Anett Kontaveit            |
| 4 de enero              | Shenzhen Open Shenzhen, China WTA International $426,750 – Dura – 32S/16Q/16D Cuadro Individual – Cuadro de Dobles                      | Vania King Monica Niculescu 6-1, 6-4             | Xu Yifan Saisai Zheng                            | Anna-Lena Friedsam Tímea Babos                                            | Qiang Wang Kateřina Siniaková Eugénie Bouchard Anett Kontaveit            |
| 4 de enero              | ASB Classic Auckland, Nueva Zelanda WTA International $226,750 – Dura – 32S/32Q/16D Cuadro Individual – Cuadro de Dobles                | Sloane Stephens 7-5, 6-2                         | Julia Goerges                                    | Tamira Paszek Caroline Wozniacki                                          | Nao Hibino Kirsten Flipkens Alexandra Dulgheru Naomi Broady               |
| 4 de enero              | ASB Classic Auckland, Nueva Zelanda WTA International $226,750 – Dura – 32S/32Q/16D Cuadro Individual – Cuadro de Dobles                | Elise Mertens An-Sophie Mestach 2-6, 6-3, [10-5] | Danka Kovinić Barbora Strýcová                   | Tamira Paszek Caroline Wozniacki                                          | Nao Hibino Kirsten Flipkens Alexandra Dulgheru Naomi Broady               |
| 11 de enero             | Apia International Sydney Sídney, Australia WTA Premier $687,900 – Dura – 30S/32Q/16D Cuadro Individual – Cuadro de Dobles              | Svetlana Kuznetsova 6-0, 6-2                     | Mónica Puig                                      | Simona Halep Belinda Bencic                                               | Karolína Plíšková Sara Errani Yekaterina Makarova Samantha Stosur         |
| 11 de enero             | Apia International Sydney Sídney, Australia WTA Premier $687,900 – Dura – 30S/32Q/16D Cuadro Individual – Cuadro de Dobles              | Martina Hingis Sania Mirza 1-6, 7-5, [10-5]      | Caroline Garcia Kristina Mladenovic              | Simona Halep Belinda Bencic                                               | Karolína Plíšková Sara Errani Yekaterina Makarova Samantha Stosur         |
| 11 de enero             | Hobart International Hobart, Australia WTA International $226,750 – Dura – 32S/32Q/16D Cuadro Individual – Cuadro de Dobles             | Alizé Cornet 6-1, 6-2                            | Eugénie Bouchard                                 | Johanna Larsson Dominika Cibulková                                        | Mona Barthel Heather Watson Kiki Bertens Camila Giorgi                    |
| 11 de enero             | Hobart International Hobart, Australia WTA International $226,750 – Dura – 32S/32Q/16D Cuadro Individual – Cuadro de Dobles             | Han Xinyun Christina McHale 6-3, 6-0             | Kimberly Birrell Jarmila Wolfe                   | Johanna Larsson Dominika Cibulková                                        | Mona Barthel Heather Watson Kiki Bertens Camila Giorgi                    |
| 18 de enero 25 de enero | Australian Open Melbourne, Australia Grand Slam $14,835,728 – Dura 128S/96Q/64D/32X Cuadro Individual – Cuadro de Dobles – Dobles Mixto | Angelique Kerber 6-4, 3-6, 6-4                   | Serena Williams                                  | Agnieszka Radwańska Johanna Konta                                         | María Sharápova Carla Suárez Victoria Azarenka Shuai Zhang                |
| 18 de enero 25 de enero | Australian Open Melbourne, Australia Grand Slam $14,835,728 – Dura 128S/96Q/64D/32X Cuadro Individual – Cuadro de Dobles – Dobles Mixto | Martina Hingis Sania Mirza 7-6(1), 6-3           | Andrea Hlaváčková Lucie Hradecká                 | Agnieszka Radwańska Johanna Konta                                         | María Sharápova Carla Suárez Victoria Azarenka Shuai Zhang                |
| 18 de enero 25 de enero | Australian Open Melbourne, Australia Grand Slam $14,835,728 – Dura 128S/96Q/64D/32X Cuadro Individual – Cuadro de Dobles – Dobles Mixto | Yelena Vesnina Bruno Soares 6-4, 4-6, [10-5]     | Coco Vandeweghe Horia Tecău                      | Agnieszka Radwańska Johanna Konta                                         | María Sharápova Carla Suárez Victoria Azarenka Shuai Zhang                |

### Febrero
| Semana        | Torneo | Campeonas                                                            | Finalistas                               | Semifinalistas                      | Cuartos de final                                                           |
| ------------- | --- | -------------------------------------------------------------------- | ---------------------------------------- | ----------------------------------- | -------------------------------------------------------------------------- |
| 1 de febrero  | Fed Cup by BNP Paribas - Cuartos de Final Cluj-Napoca, Rumania – Dura (i) Leipzig, Alemania – Dura (i) Marsella, Francia – Dura (i) Moscú, Rusia – Dura (i) | Ganadoras República Checa 3-2 Suiza 3-2 Francia 4-1 Países Bajos 3-1 | Perdedoras Rumanía Alemania Italia Rusia |                                     |                                                                            |
| 8 de febrero  | St. Petersburg Ladies Trophy San Petersburgo, Rusia WTA Premier $687,900 – Dura (i) – 28S/32Q/16D Cuadro Individual – Cuadro de Dobles                      | Roberta Vinci 6-4, 6-3                                               | Belinda Bencic                           | Daria Kasátkina Ana Ivanović        | Anastasiya Pavliuchenkova Dominika Cibulková Kateryna Kozlova Tímea Babos  |
| 8 de febrero  | St. Petersburg Ladies Trophy San Petersburgo, Rusia WTA Premier $687,900 – Dura (i) – 28S/32Q/16D Cuadro Individual – Cuadro de Dobles                      | Martina Hingis Sania Mirza 6-3, 6-1                                  | Vera Dushevina Barbora Krejčiková        | Daria Kasátkina Ana Ivanović        | Anastasiya Pavliuchenkova Dominika Cibulková Kateryna Kozlova Tímea Babos  |
| 8 de febrero  | Taiwan Open Kaohsiung, Taiwán WTA International $426,750 – Dura – 32S/24Q/16D Cuadro Individual – Cuadro de Dobles                                          | Venus Williams 6-4, 6-2                                              | Misaki Doi                               | Yulia Putintseva Su-Wei Hsieh       | Anastasija Sevastova Stefanie Vögele Elizaveta Kulichkova Kurumi Nara      |
| 8 de febrero  | Taiwan Open Kaohsiung, Taiwán WTA International $426,750 – Dura – 32S/24Q/16D Cuadro Individual – Cuadro de Dobles                                          | Hao-Ching Chan Yung-Jan Chan 6-4, 6-3                                | Eri Hozumi Miyu Kato                     | Yulia Putintseva Su-Wei Hsieh       | Anastasija Sevastova Stefanie Vögele Elizaveta Kulichkova Kurumi Nara      |
| 15 de febrero | Dubái Duty Free Tennis Championships Dubái, Emiratos Árabes Unidos WTA Premier $1,734,900 – Dura – 28S/32Q/16D Cuadro Individual – Cuadro de Dobles         | Sara Errani 6-0, 6-2                                                 | Barbora Strýcová                         | Caroline Garcia Elina Svitolina     | Ana Ivanović Andrea Petković Madison Brengle Coco Vandeweghe               |
| 15 de febrero | Dubái Duty Free Tennis Championships Dubái, Emiratos Árabes Unidos WTA Premier $1,734,900 – Dura – 28S/32Q/16D Cuadro Individual – Cuadro de Dobles         | Chia-Jung Chuang Darija Jurak 6-4, 6-4                               | Caroline Garcia Kristina Mladenovic      | Caroline Garcia Elina Svitolina     | Ana Ivanović Andrea Petković Madison Brengle Coco Vandeweghe               |
| 15 de febrero | Rio Open Río de Janeiro, Brasil WTA International $226,750 – Tierra Batida (Roja) – 32S/24Q/16D Cuadro Individual – Cuadro de Dobles                        | Francesca Schiavone 2-6, 6-2, 6-2                                    | Shelby Rogers                            | Petra Martić Sorana Cîrstea         | Lara Arruabarrena Cindy Burger Danka Kovinić Paula Cristina Gonçalves      |
| 15 de febrero | Rio Open Río de Janeiro, Brasil WTA International $226,750 – Tierra Batida (Roja) – 32S/24Q/16D Cuadro Individual – Cuadro de Dobles                        | Verónica Cepede Royg María Irigoyen 6-1, 7-6(5)                      | Tara Moore Conny Perrin                  | Petra Martić Sorana Cîrstea         | Lara Arruabarrena Cindy Burger Danka Kovinić Paula Cristina Gonçalves      |
| 22 de febrero | Qatar Total Open Doha, Catar WTA Premier 5 $2,517,250 – Dura – 56S/32Q/28D Cuadro Individual – Cuadro de Dobles                                             | Carla Suárez 1-6, 6-4, 6-4                                           | Jeļena Ostapenko                         | Andrea Petković Agnieszka Radwańska | Saisai Zheng Garbiñe Muguruza Roberta Vinci Yelena Vesnina                 |
| 22 de febrero | Qatar Total Open Doha, Catar WTA Premier 5 $2,517,250 – Dura – 56S/32Q/28D Cuadro Individual – Cuadro de Dobles                                             | Hao-Ching Chan Yung-Jan Chan 6-3, 6-3                                | Sara Errani Carla Suárez                 | Andrea Petković Agnieszka Radwańska | Saisai Zheng Garbiñe Muguruza Roberta Vinci Yelena Vesnina                 |
| 22 de febrero | Abierto Mexicano Telcel Acapulco, México WTA International $226,750 – Dura – 32S/24Q/16D Cuadro Individual – Cuadro de Dobles                               | Sloane Stephens 6-4, 4-6, 7-6(5)                                     | Dominika Cibulková                       | Christina McHale Yanina Wickmayer   | Johanna Larsson Mirjana Lučić-Baroni Anastasiya Pavliuchenkova Naomi Osaka |
| 22 de febrero | Abierto Mexicano Telcel Acapulco, México WTA International $226,750 – Dura – 32S/24Q/16D Cuadro Individual – Cuadro de Dobles                               | Anabel Medina Arantxa Parra 6-0, 6-4                                 | Kiki Bertens Johanna Larsson             | Christina McHale Yanina Wickmayer   | Johanna Larsson Mirjana Lučić-Baroni Anastasiya Pavliuchenkova Naomi Osaka |
| 29 de febrero | Abierto Monterrey Afirme Monterrey, México WTA International $226,750 – Dura – 32S/32Q/16D Cuadro Individual – Cuadro de Dobles                             | Heather Watson 3-6, 6-2, 6-3                                         | Kirsten Flipkens                         | Anett Kontaveit Caroline Garcia     | Nicole Gibbs Johanna Konta Pauline Parmentier Caroline Wozniacki           |
| 29 de febrero | Abierto Monterrey Afirme Monterrey, México WTA International $226,750 – Dura – 32S/32Q/16D Cuadro Individual – Cuadro de Dobles                             | Anabel Medina Arantxa Parra 4-6, 7-5, [10-7]                         | Petra Martić María Sánchez               | Anett Kontaveit Caroline Garcia     | Nicole Gibbs Johanna Konta Pauline Parmentier Caroline Wozniacki           |
| 29 de febrero | BMW Malaysian Open Kuala Lumpur, Malasia WTA International $226,750 – Dura – 32S/24Q/16D Cuadro Individual – Cuadro de Dobles                               | Elina Svitolina 6-7(5), 6-4, 7-5                                     | Eugénie Bouchard                         | Naomi Broady Zhu Lin                | Çağla Büyükakçay Sabine Lisicki Qiang Wang Kristína Kučová                 |
| 29 de febrero | BMW Malaysian Open Kuala Lumpur, Malasia WTA International $226,750 – Dura – 32S/24Q/16D Cuadro Individual – Cuadro de Dobles                               | Varatchaya Wongteanchai Yang Zhaoxuan 4-6, 6-4, [10-7]               | Chen Liang Yafan Wang                    | Naomi Broady Zhu Lin                | Çağla Büyükakçay Sabine Lisicki Qiang Wang Kristína Kučová                 |

### Marzo
| Semana                  | Torneo | Campeonas                                              | Finalistas                      | Semifinalistas                        | Cuartos de final                                                |
| ----------------------- | --- | ------------------------------------------------------ | ------------------------------- | ------------------------------------- | --------------------------------------------------------------- |
| 7 de marzo 14 de marzo  | BNP Paribas Open Indian Wells, Estados Unidos WTA Premier Mandatory $6 134 605 – Dura – 96S/48Q/32D Cuadro Individual – Cuadro de Dobles      | Victoria Azarenka 6-4, 6-4                             | Serena Williams                 | Agnieszka Radwańska Karolína Plíšková | Simona Halep Petra Kvitová Magdaléna Rybáriková Daria Kasátkina |
| 7 de marzo 14 de marzo  | BNP Paribas Open Indian Wells, Estados Unidos WTA Premier Mandatory $6 134 605 – Dura – 96S/48Q/32D Cuadro Individual – Cuadro de Dobles      | Bethanie Mattek-Sands Coco Vandeweghe 4-6, 6-4, [10-6] | Julia Goerges Karolína Plíšková | Agnieszka Radwańska Karolína Plíšková | Simona Halep Petra Kvitová Magdaléna Rybáriková Daria Kasátkina |
| 21 de marzo 28 de marzo | Miami Open presented by Itaú Miami, Estados Unidos WTA Premier Mandatory $6 134 605 – Dura – 96S/48Q/32D Cuadro Individual – Cuadro de Dobles | Victoria Azarenka 6-3, 6-2                             | Svetlana Kuznetsova             | Timea Bacsinszky Angelique Kerber     | Yekaterina Makarova Simona Halep Johanna Konta Madison Keys     |
| 21 de marzo 28 de marzo | Miami Open presented by Itaú Miami, Estados Unidos WTA Premier Mandatory $6 134 605 – Dura – 96S/48Q/32D Cuadro Individual – Cuadro de Dobles | Bethanie Mattek-Sands Lucie Šafářová 6-3, 6-4          | Tímea Babos Yaroslava Shvédova  | Timea Bacsinszky Angelique Kerber     | Yekaterina Makarova Simona Halep Johanna Konta Madison Keys     |

### Abril
| Semana      | Torneo | Campeonas                                            | Finalistas                            | Semifinalistas                             | Cuartos de final                                                      |
| ----------- | --- | ---------------------------------------------------- | ------------------------------------- | ------------------------------------------ | --------------------------------------------------------------------- |
| 4 de abril  | Volvo Car Open Charleston, Estados Unidos WTA Premier $687,900 – Tierra Batida (Verde) – 56S/32Q/16D Cuadro Individual – Cuadro de Dobles                         | Sloane Stephens 7-6(4), 6-2                          | Yelena Vesnina                        | Angelique Kerber Sara Errani               | Irina-Camelia Begu Daria Kasátkina Yulia Putintseva Laura Siegemund   |
| 4 de abril  | Volvo Car Open Charleston, Estados Unidos WTA Premier $687,900 – Tierra Batida (Verde) – 56S/32Q/16D Cuadro Individual – Cuadro de Dobles                         | Caroline Garcia Kristina Mladenovic 6-2, 7-5         | Bethanie Mattek-Sands Lucie Šafářová  | Angelique Kerber Sara Errani               | Irina-Camelia Begu Daria Kasátkina Yulia Putintseva Laura Siegemund   |
| 4 de abril  | Katowice Open Katowice, Polonia WTA International $226,750 – Dura (i) – 32S/32Q/16D Cuadro Individual – Cuadro de Dobles                                          | Dominika Cibulková 6-4, 6-0                          | Camila Giorgi                         | Jeļena Ostapenko Pauline Parmentier        | Tímea Babos Kirsten Flipkens Francesca Schiavone Magda Linette        |
| 4 de abril  | Katowice Open Katowice, Polonia WTA International $226,750 – Dura (i) – 32S/32Q/16D Cuadro Individual – Cuadro de Dobles                                          | Eri Hozumi Miyu Kato 3-6, 7-5, [10-8]                | Valentyna Ivakhnenko Marina Melnikova | Jeļena Ostapenko Pauline Parmentier        | Tímea Babos Kirsten Flipkens Francesca Schiavone Magda Linette        |
| 11 de abril | Fed Cup by BNP Paribas - Semifinales Lucerna, Suiza – Dura (i) Trélazé, Francia – Tierra Batida (i)                                                               | Ganadoras República Checa 3-2 Francia 3-2            | Perdedoras Suiza Países Bajos         |                                            |                                                                       |
| 11 de abril | Claro Open Colsanitas Bogotá, Colombia WTA International $226,750 – Tierra Batida (Roja) – 32S/24Q/16D Cuadro Individual – Cuadro de Dobles                       | Irina Falconi 6-2, 2-6, 6-4                          | Silvia Soler Espinosa                 | Paula Cristina Gonçalves Lara Arruabarrena | Alexandra Panova Amra Sadiković Sachia Vickery Catalina Pella         |
| 11 de abril | Claro Open Colsanitas Bogotá, Colombia WTA International $226,750 – Tierra Batida (Roja) – 32S/24Q/16D Cuadro Individual – Cuadro de Dobles                       | Lara Arruabarrena Tatjana Maria 6-2, 4-6, [10-8]     | Gabriela Cé Andrea Gámiz              | Paula Cristina Gonçalves Lara Arruabarrena | Alexandra Panova Amra Sadiković Sachia Vickery Catalina Pella         |
| 18 de abril | Porsche Tennis Grand Prix Stuttgart, Alemania WTA Premier $- – Tierra Batida (Roja) (i) – 28S/32Q/16D Cuadro Individual – Cuadro de Dobles                        | Angelique Kerber 6-4, 6-0                            | Laura Siegemund                       | Agnieszka Radwańska Petra Kvitová          | Karolína Plíšková Roberta Vinci Garbiñe Muguruza Carla Suárez         |
| 18 de abril | Porsche Tennis Grand Prix Stuttgart, Alemania WTA Premier $- – Tierra Batida (Roja) (i) – 28S/32Q/16D Cuadro Individual – Cuadro de Dobles                        | Caroline Garcia Kristina Mladenovic 2-6, 6-1, [10-6] | Martina Hingis Sania Mirza            | Agnieszka Radwańska Petra Kvitová          | Karolína Plíšková Roberta Vinci Garbiñe Muguruza Carla Suárez         |
| 18 de abril | TEB BNP Paribas Istanbul Cup Estambul, Turquía WTA International $226,750 – Tierra Batida (Roja) – 32S/24Q/16D Cuadro Individual – Cuadro de Dobles               | Çağla Büyükakçay 3-6, 6-2, 6-3                       | Danka Kovinić                         | Kateryna Kozlova Stefanie Vögele           | Maria Sakkari Anastasija Sevastova Nao Hibino Kristína Kučová         |
| 18 de abril | TEB BNP Paribas Istanbul Cup Estambul, Turquía WTA International $226,750 – Tierra Batida (Roja) – 32S/24Q/16D Cuadro Individual – Cuadro de Dobles               | Andreea Mitu İpek Soylu w/o                          | Xenia Knoll Danka Kovinić             | Kateryna Kozlova Stefanie Vögele           | Maria Sakkari Anastasija Sevastova Nao Hibino Kristína Kučová         |
| 25 de abril | Grand Prix de SAR La Princesse Lalla Meryem Rabat, Marruecos WTA International $226,750 – Tierra Batida (Roja) – 32S/32Q/16D Cuadro Individual – Cuadro de Dobles | Timea Bacsinszky 6-2, 6-1                            | Marina Erakovic                       | Tímea Babos Kiki Bertens                   | Johanna Larsson Pauline Parmentier Yulia Putintseva Aleksandra Krunić |
| 25 de abril | Grand Prix de SAR La Princesse Lalla Meryem Rabat, Marruecos WTA International $226,750 – Tierra Batida (Roja) – 32S/32Q/16D Cuadro Individual – Cuadro de Dobles | Xenia Knoll Aleksandra Krunić 6-3, 6-0               | Tatjana Maria Raluca Olaru            | Tímea Babos Kiki Bertens                   | Johanna Larsson Pauline Parmentier Yulia Putintseva Aleksandra Krunić |
| 25 de abril | J&T Banka Prague Open Praga, República Checa WTA International $426,750 – Tierra Batida (Roja) – 32S/32Q/16D Cuadro Individual – Cuadro de Dobles                 | Lucie Šafářová 3-6, 6-1, 6-4                         | Samantha Stosur                       | Svetlana Kuznetsova Karolína Plíšková      | Mónica Puig Barbora Strýcová Camila Giorgi Su-Wei Hsieh               |
| 25 de abril | J&T Banka Prague Open Praga, República Checa WTA International $426,750 – Tierra Batida (Roja) – 32S/32Q/16D Cuadro Individual – Cuadro de Dobles                 | Margarita Gasparyan Andrea Hlaváčková 6-4, 6-2       | María Irigoyen Paula Kania            | Svetlana Kuznetsova Karolína Plíšková      | Mónica Puig Barbora Strýcová Camila Giorgi Su-Wei Hsieh               |

### Mayo
| Semana                | Torneo | Campeonas                                         | Finalistas                         | Semifinalistas                       | Cuartos de final                                                     |
| --------------------- | --- | ------------------------------------------------- | ---------------------------------- | ------------------------------------ | -------------------------------------------------------------------- |
| 2 de mayo             | Mutua Madrid Open Madrid, España WTA Premier Mandatory $4,771,360 – Tierra Batida (Roja) – 64S/32Q/28D Cuadro Individual – Cuadro de Dobles            | Simona Halep 6-2, 6-4                             | Dominika Cibulková                 | Louisa Chirico Samantha Stosur       | Sorana Cîrstea Daria Gavrilova Irina-Camelia Begu Patricia Maria Țig |
| 2 de mayo             | Mutua Madrid Open Madrid, España WTA Premier Mandatory $4,771,360 – Tierra Batida (Roja) – 64S/32Q/28D Cuadro Individual – Cuadro de Dobles            | Caroline Garcia Kristina Mladenovic 6-4, 6-4      | Martina Hingis Sania Mirza         | Louisa Chirico Samantha Stosur       | Sorana Cîrstea Daria Gavrilova Irina-Camelia Begu Patricia Maria Țig |
| 9 de mayo             | Internazionali BNL d'Italia Roma, Italia WTA Premier 5 $2,599,610 – Tierra Batida (Roja) – 56S/32Q/28D Cuadro Individual – Cuadro de Dobles            | Serena Williams 7-6(5), 6-3                       | Madison Keys                       | Irina-Camelia Begu Garbiñe Muguruza  | Svetlana Kuznetsova Misaki Doi Timea Bacsinszky Barbora Strýcová     |
| 9 de mayo             | Internazionali BNL d'Italia Roma, Italia WTA Premier 5 $2,599,610 – Tierra Batida (Roja) – 56S/32Q/28D Cuadro Individual – Cuadro de Dobles            | Martina Hingis Sania Mirza 6-1, 6-7(5), [10-3]    | Yekaterina Makarova Yelena Vesnina | Irina-Camelia Begu Garbiñe Muguruza  | Svetlana Kuznetsova Misaki Doi Timea Bacsinszky Barbora Strýcová     |
| 16 de mayo            | Internationaux de Strasbourg Estrasburgo, Francia WTA International $226,750 – Tierra Batida (Roja) – 32S/24Q/16D Cuadro Individual – Cuadro de Dobles | Caroline Garcia 6-4, 6-1                          | Mirjana Lučić-Baroni               | Virginie Razzano Kristina Mladenovic | Yelena Vesnina Samantha Stosur Alla Kudryavtseva Pauline Parmentier  |
| 16 de mayo            | Internationaux de Strasbourg Estrasburgo, Francia WTA International $226,750 – Tierra Batida (Roja) – 32S/24Q/16D Cuadro Individual – Cuadro de Dobles | Anabel Medina Arantxa Parra 6-2, 6-0              | María Irigoyen Chen Liang          | Virginie Razzano Kristina Mladenovic | Yelena Vesnina Samantha Stosur Alla Kudryavtseva Pauline Parmentier  |
| 16 de mayo            | Nürnberger Versicherungscup Núremberg, Alemania WTA International $226,750 – Tierra Batida (Roja) – 32S/24Q/16D Cuadro Individual – Cuadro de Dobles   | Kiki Bertens 6-2, 6-2                             | Mariana Duque Mariño               | Julia Goerges Annika Beck            | Irina Falconi Lesia Tsurenko Anna-Lena Friedsam Varvara Lepchenko    |
| 16 de mayo            | Nürnberger Versicherungscup Núremberg, Alemania WTA International $226,750 – Tierra Batida (Roja) – 32S/24Q/16D Cuadro Individual – Cuadro de Dobles   | Kiki Bertens Johanna Larsson 6-3, 6-4             | Shuko Aoyama Renata Voráčová       | Julia Goerges Annika Beck            | Irina Falconi Lesia Tsurenko Anna-Lena Friedsam Varvara Lepchenko    |
| 23 de mayo 30 de mayo | Roland Garros París, Francia Grand Slam €14,712,000 – Tierra Batida (Roja) 128S/96Q/64D/32X Cuadro Individual – Cuadro de Dobles – Dobles Mixtos       | Garbiñe Muguruza 7-5, 6-4                         | Serena Williams                    | Kiki Bertens Samantha Stosur         | Yulia Putintseva Timea Bacsinszky Shelby Rogers Tsvetana Pironkova   |
| 23 de mayo 30 de mayo | Roland Garros París, Francia Grand Slam €14,712,000 – Tierra Batida (Roja) 128S/96Q/64D/32X Cuadro Individual – Cuadro de Dobles – Dobles Mixtos       | Caroline Garcia Kristina Mladenovic 6-3, 2-6, 6-4 | Yekaterina Makarova Yelena Vesnina | Kiki Bertens Samantha Stosur         | Yulia Putintseva Timea Bacsinszky Shelby Rogers Tsvetana Pironkova   |
| 23 de mayo 30 de mayo | Roland Garros París, Francia Grand Slam €14,712,000 – Tierra Batida (Roja) 128S/96Q/64D/32X Cuadro Individual – Cuadro de Dobles – Dobles Mixtos       | Martina Hingis Leander Paes 4-6, 6-4, [10-8]      | Sania Mirza Ivan Dodig             | Kiki Bertens Samantha Stosur         | Yulia Putintseva Timea Bacsinszky Shelby Rogers Tsvetana Pironkova   |

### Junio
| Semana                 | Torneo | Campeonas                                            | Finalistas                         | Semifinalistas                   | Cuartos de final                                                             |
| ---------------------- | --- | ---------------------------------------------------- | ---------------------------------- | -------------------------------- | ---------------------------------------------------------------------------- |
| 6 de junio             | Aegon Open Nottingham Nottingham, Reino Unido WTA International $226,750 – Césped – 32S/32Q/16D Cuadro Individual – Cuadro de Dobles                        | Karolína Plíšková 7-6(8), 7-5                        | Alison Riske                       | Mónica Puig Saisai Zheng         | Ashleigh Barty Tamira Paszek Anett Kontaveit Tara Moore                      |
| 6 de junio             | Aegon Open Nottingham Nottingham, Reino Unido WTA International $226,750 – Césped – 32S/32Q/16D Cuadro Individual – Cuadro de Dobles                        | Andrea Hlaváčková Shuai Peng 7-5, 3-6, [10-7]        | Gabriela Dabrowski Yang Zhaoxuan   | Mónica Puig Saisai Zheng         | Ashleigh Barty Tamira Paszek Anett Kontaveit Tara Moore                      |
| 6 de junio             | Ricoh Open 's-Hertogenbosch, Países Bajos WTA International $226,750 – Césped – 32S/24Q/16D Cuadro Individual – Cuadro de Dobles                            | Coco Vandeweghe 7-5, 7-5                             | Kristina Mladenovic                | Belinda Bencic Madison Brengle   | Viktorija Golubic Elise Mertens Kateryna Kozlova Evgeniya Rodina             |
| 6 de junio             | Ricoh Open 's-Hertogenbosch, Países Bajos WTA International $226,750 – Césped – 32S/24Q/16D Cuadro Individual – Cuadro de Dobles                            | Oksana Kalashnikova Yaroslava Shvédova 6-1, 6-1      | Xenia Knoll Aleksandra Krunić      | Belinda Bencic Madison Brengle   | Viktorija Golubic Elise Mertens Kateryna Kozlova Evgeniya Rodina             |
| 13 de junio            | Aegon Classic Birmingham Birmingham, Reino Unido WTA Premier $780,900 – Césped – 32S/32Q/16D Cuadro Individual – Cuadro de Dobles                           | Madison Keys 6-3, 6-4                                | Barbora Strýcová                   | Coco Vandeweghe Carla Suárez     | Yanina Wickmayer Tsvetana Pironkova Jeļena Ostapenko Angelique Kerber        |
| 13 de junio            | Aegon Classic Birmingham Birmingham, Reino Unido WTA Premier $780,900 – Césped – 32S/32Q/16D Cuadro Individual – Cuadro de Dobles                           | Karolína Plíšková Barbora Strýcová 6-3, 7-6(1)       | Vania King Alla Kudryavtseva       | Coco Vandeweghe Carla Suárez     | Yanina Wickmayer Tsvetana Pironkova Jeļena Ostapenko Angelique Kerber        |
| 13 de junio            | Mallorca Open Mallorca, España WTA International $226,750 – Césped – 32S/32Q/16D Cuadro Individual – Cuadro de Dobles                                       | Caroline Garcia 6-3, 6-4                             | Anastasija Sevastova               | Kirsten Flipkens Jelena Janković | Verónica Cepede Royg Ana Ivanović Mariana Duque Mariño Sorana Cîrstea        |
| 13 de junio            | Mallorca Open Mallorca, España WTA International $226,750 – Césped – 32S/32Q/16D Cuadro Individual – Cuadro de Dobles                                       | Gabriela Dabrowski María José Martínez 6-4, 6-2      | Anna-Lena Friedsam Laura Siegemund | Kirsten Flipkens Jelena Janković | Verónica Cepede Royg Ana Ivanović Mariana Duque Mariño Sorana Cîrstea        |
| 20 de junio            | Aegon International Eastbourne Eastbourne, Reino Unido WTA Premier $711,778 – Césped – 48S/32Q/16D Cuadro Individual – Cuadro de Dobles                     | Dominika Cibulková 7-5, 6-3                          | Karolína Plíšková                  | Mónica Puig Johanna Konta        | Agnieszka Radwańska Kristina Mladenovic Yelena Vesnina Yekaterina Makarova   |
| 20 de junio            | Aegon International Eastbourne Eastbourne, Reino Unido WTA Premier $711,778 – Césped – 48S/32Q/16D Cuadro Individual – Cuadro de Dobles                     | Darija Jurak Anastasia Rodionova 5-7, 7-6(4), [10-6] | Hao-Ching Chan Yung-Jan Chan       | Mónica Puig Johanna Konta        | Agnieszka Radwańska Kristina Mladenovic Yelena Vesnina Yekaterina Makarova   |
| 27 de junio 4 de julio | The Championships, Wimbledon Londres, Reino Unido Grand Slam £12,983,000 – Césped 128S/96Q/64D/16Q/48X Cuadro Individual – Cuadro de Dobles – Dobles Mixtos | Serena Williams 7-5, 6-3                             | Angelique Kerber                   | Yelena Vesnina Venus Williams    | Anastasiya Pavliuchenkova Dominika Cibulková Simona Halep Yaroslava Shvédova |
| 27 de junio 4 de julio | The Championships, Wimbledon Londres, Reino Unido Grand Slam £12,983,000 – Césped 128S/96Q/64D/16Q/48X Cuadro Individual – Cuadro de Dobles – Dobles Mixtos | Serena Williams Venus Williams 6-3, 6-4              | Tímea Babos Yaroslava Shvédova     | Yelena Vesnina Venus Williams    | Anastasiya Pavliuchenkova Dominika Cibulková Simona Halep Yaroslava Shvédova |
| 27 de junio 4 de julio | The Championships, Wimbledon Londres, Reino Unido Grand Slam £12,983,000 – Césped 128S/96Q/64D/16Q/48X Cuadro Individual – Cuadro de Dobles – Dobles Mixtos | Heather Watson Henri Kontinen 7-6(5), 6-4            | Anna-Lena Grönefeld Robert Farah   | Yelena Vesnina Venus Williams    | Anastasiya Pavliuchenkova Dominika Cibulková Simona Halep Yaroslava Shvédova |

### Julio
| Semana      | Torneo | Campeonas                                         | Finalistas                        | Semifinalistas                   | Cuartos de final                                                            |
| ----------- | --- | ------------------------------------------------- | --------------------------------- | -------------------------------- | --------------------------------------------------------------------------- |
| 11 de julio | BRD Bucharest Open Bucarest, Rumania WTA International $250,000 – Tierra Batida (Roja) – 32S/32Q/16D Cuadro Individual – Cuadro de Dobles     | Simona Halep 6-0, 6-0                             | Anastasija Sevastova              | Vania King Laura Siegemund       | Danka Kovinić Pauline Parmentier Polona Hercog Sara Errani                  |
| 11 de julio | BRD Bucharest Open Bucarest, Rumania WTA International $250,000 – Tierra Batida (Roja) – 32S/32Q/16D Cuadro Individual – Cuadro de Dobles     | Jessica Moore Varatchaya Wongteanchai 6-4, 7-6(5) | Alexandra Cadanțu Katarzyna Piter | Vania King Laura Siegemund       | Danka Kovinić Pauline Parmentier Polona Hercog Sara Errani                  |
| 11 de julio | Ladies Championship Gstaad Gstaad, Suiza WTA International $250,000 – Tierra Batida (Roja) – 32S/24Q/16D Cuadro Individual – Cuadro de Dobles | Viktorija Golubic 4-6, 6-3, 6-4                   | Kiki Bertens                      | Timea Bacsinszky Rebeka Masarova | Johanna Larsson Irina Khromacheva Carina Witthöft Annika Beck               |
| 11 de julio | Ladies Championship Gstaad Gstaad, Suiza WTA International $250,000 – Tierra Batida (Roja) – 32S/24Q/16D Cuadro Individual – Cuadro de Dobles | Lara Arruabarrena Xenia Knoll 6-1, 3-6, [10-8]    | Annika Beck Evgeniya Rodina       | Timea Bacsinszky Rebeka Masarova | Johanna Larsson Irina Khromacheva Carina Witthöft Annika Beck               |
| 18 de julio | Bank of the West Classic Stanford, Estados Unidos WTA Premier $731,000 – Dura – 28S/16Q/16D Cuadro Individual – Cuadro de Dobles              | Johanna Konta 7-5, 5-7, 6-2                       | Venus Williams                    | Alison Riske Dominika Cibulková  | Catherine Bellis Coco Vandeweghe Saisai Zheng Misaki Doi                    |
| 18 de julio | Bank of the West Classic Stanford, Estados Unidos WTA Premier $731,000 – Dura – 28S/16Q/16D Cuadro Individual – Cuadro de Dobles              | Raquel Atawo Abigail Spears 6-3, 6-4              | Darija Jurak Anastasia Rodionova  | Alison Riske Dominika Cibulková  | Catherine Bellis Coco Vandeweghe Saisai Zheng Misaki Doi                    |
| 18 de julio | Ericsson Open Bastad, Suecia WTA International $250,000 – Tierra Batida (Roja) – 32S/24Q/16D Cuadro Individual – Cuadro de Dobles             | Laura Siegemund 7-5, 6-1                          | Kateřina Siniaková                | Julia Goerges Johanna Larsson    | Lara Arruabarrena Karin Knapp Annika Beck Sara Errani                       |
| 18 de julio | Ericsson Open Bastad, Suecia WTA International $250,000 – Tierra Batida (Roja) – 32S/24Q/16D Cuadro Individual – Cuadro de Dobles             | Andreea Mitu Alicja Rosolska 6-3, 7-5             | Lesley Kerkhove Lidziya Marozava  | Julia Goerges Johanna Larsson    | Lara Arruabarrena Karin Knapp Annika Beck Sara Errani                       |
| 18 de julio | Citi Open Washington D. C., Estados Unidos WTA International $250,000 – Dura – 32S/16Q/16D Cuadro Individual – Cuadro de Dobles               | Yanina Wickmayer 6-4, 6-2                         | Lauren Davis                      | Jessica Pegula Yulia Putintseva  | Samantha Stosur Camila Giorgi Kristina Mladenovic Risa Ozaki                |
| 18 de julio | Citi Open Washington D. C., Estados Unidos WTA International $250,000 – Dura – 32S/16Q/16D Cuadro Individual – Cuadro de Dobles               | Monica Niculescu Yanina Wickmayer 6-4, 6-3        | Shuko Aoyama Risa Ozaki           | Jessica Pegula Yulia Putintseva  | Samantha Stosur Camila Giorgi Kristina Mladenovic Risa Ozaki                |
| 25 de julio | Coupe Rogers Montreal, Canadá WTA Premier 5 $2,513,000 – Dura – 56S/48Q/28D Cuadro Individual – Cuadro de Dobles                              | Simona Halep 7-6(2), 6-3                          | Madison Keys                      | Kristína Kučová Angelique Kerber | Johanna Konta Anastasiya Pavliuchenkova Svetlana Kuznetsova Daria Kasátkina |
| 25 de julio | Coupe Rogers Montreal, Canadá WTA Premier 5 $2,513,000 – Dura – 56S/48Q/28D Cuadro Individual – Cuadro de Dobles                              | Yekaterina Makarova Yelena Vesnina 6-3, 7-6(5)    | Simona Halep Monica Niculescu     | Kristína Kučová Angelique Kerber | Johanna Konta Anastasiya Pavliuchenkova Svetlana Kuznetsova Daria Kasátkina |

### Agosto
| Semana                       | Torneo | Campeonas                                             | Finalistas                           | Semifinalistas                     | Semifinalistas                     | Cuartos de final                                                  |
| ---------------------------- | --- | ----------------------------------------------------- | ------------------------------------ | ---------------------------------- | ---------------------------------- | ----------------------------------------------------------------- |
| 1 de agosto                  | Brasil Tennis Cup Florianópolis, Brasil WTA International $250,000 – Dura – 32S/24Q/16D Cuadro Individual – Cuadro de Dobles                          | Irina-Camelia Begu 2-6, 6-4, 6-3                      | Tímea Babos                          | Ana Bogdan Mónica Puig             | Ana Bogdan Mónica Puig             | Liudmila Kichenok Jeļena Ostapenko Naomi Osaka Nao Hibino         |
| 1 de agosto                  | Brasil Tennis Cup Florianópolis, Brasil WTA International $250,000 – Dura – 32S/24Q/16D Cuadro Individual – Cuadro de Dobles                          | Liudmila Kichenok Nadia Kichenok 6-3, 6-1             | Tímea Babos Réka Luca Jani           | Ana Bogdan Mónica Puig             | Ana Bogdan Mónica Puig             | Liudmila Kichenok Jeļena Ostapenko Naomi Osaka Nao Hibino         |
| 1 de agosto                  | Jiangxi Open Nanchang, China WTA International $250,000 – Dura – 32S/24Q/16D Cuadro Individual – Cuadro de Dobles                                     | Duan Yingying 1-6, 6-4, 6-2                           | Vania King                           | Risa Ozaki Misa Eguchi             | Risa Ozaki Misa Eguchi             | Francesca Schiavone Zhang Kailin Liu Fangzhou Kurumi Nara         |
| 1 de agosto                  | Jiangxi Open Nanchang, China WTA International $250,000 – Dura – 32S/24Q/16D Cuadro Individual – Cuadro de Dobles                                     | Chen Liang Lu Jingjing 3-6, 7-6(2), [13-11]           | Shuko Aoyama Makoto Ninomiya         | Risa Ozaki Misa Eguchi             | Risa Ozaki Misa Eguchi             | Francesca Schiavone Zhang Kailin Liu Fangzhou Kurumi Nara         |
| 8 de agosto                  | Juegos Olímpicos de Verano Río de Janeiro, Brasil Juegos de la XXXI Olimpiada Dura – 64S/32D/16X Cuadro Individual – Cuadro de Dobles – Dobles Mixtos | Oro                                                   | Plata                                | Bronce                             | Bronce                             | Cuarto lugar                                                      |
| 8 de agosto                  | Juegos Olímpicos de Verano Río de Janeiro, Brasil Juegos de la XXXI Olimpiada Dura – 64S/32D/16X Cuadro Individual – Cuadro de Dobles – Dobles Mixtos | Mónica Puig 6-4, 4-6, 6-1                             | Angelique Kerber                     | Petra Kvitová                      | Petra Kvitová                      | Madison Keys                                                      |
| 8 de agosto                  | Juegos Olímpicos de Verano Río de Janeiro, Brasil Juegos de la XXXI Olimpiada Dura – 64S/32D/16X Cuadro Individual – Cuadro de Dobles – Dobles Mixtos | Yekaterina Makarova Yelena Vesnina 6-4, 6-4           | Timea Bacsinszky Martina Hingis      | Lucie Šafářová Barbora Strýcová    | Lucie Šafářová Barbora Strýcová    | Andrea Hlaváčková Lucie Hradecká                                  |
| 8 de agosto                  | Juegos Olímpicos de Verano Río de Janeiro, Brasil Juegos de la XXXI Olimpiada Dura – 64S/32D/16X Cuadro Individual – Cuadro de Dobles – Dobles Mixtos | Bethanie Mattek-Sands Jack Sock 6-7(3), 6-1, [10-7]   | Venus Williams Rajeev Ram            | Lucie Hradecká Radek Štěpánek      | Lucie Hradecká Radek Štěpánek      | Sania Mirza Rohan Bopanna                                         |
| 15 de agosto                 | Western & Southern Open Cincinnati, Estados Unidos WTA Premier 5 $2,503,250 – Dura – 48S/48Q/28D Cuadro Individual – Cuadro de Dobles                 | Karolína Plíšková 6-3, 6-1                            | Angelique Kerber                     | Garbiñe Muguruza Simona Halep      | Garbiñe Muguruza Simona Halep      | Svetlana Kuznetsova Tímea Babos Agnieszka Radwańska Carla Suárez  |
| 15 de agosto                 | Western & Southern Open Cincinnati, Estados Unidos WTA Premier 5 $2,503,250 – Dura – 48S/48Q/28D Cuadro Individual – Cuadro de Dobles                 | Sania Mirza Barbora Strýcová 7-5, 6-4                 | Martina Hingis Coco Vandeweghe       | Garbiñe Muguruza Simona Halep      | Garbiñe Muguruza Simona Halep      | Svetlana Kuznetsova Tímea Babos Agnieszka Radwańska Carla Suárez  |
| 22 de Agosto                 | Connecticut Open New Haven, Estados Unidos WTA Premier $695,900 – Dura – 30S/48Q/16D Cuadro Individual – Cuadro de Dobles                             | Agnieszka Radwańska 6-1, 7-6(3)                       | Elina Svitolina                      | Petra Kvitová Johanna Larsson      | Petra Kvitová Johanna Larsson      | Kirsten Flipkens Yekaterina Makarova Yelena Vesnina Roberta Vinci |
| 22 de Agosto                 | Connecticut Open New Haven, Estados Unidos WTA Premier $695,900 – Dura – 30S/48Q/16D Cuadro Individual – Cuadro de Dobles                             | Sania Mirza Monica Niculescu 7-5, 6-4                 | Kateryna Bondarenko Chia-Jung Chuang | Petra Kvitová Johanna Larsson      | Petra Kvitová Johanna Larsson      | Kirsten Flipkens Yekaterina Makarova Yelena Vesnina Roberta Vinci |
| 29 de agosto 5 de septiembre | US Open Nueva York, Estados Unidos Grand Slam $22,112,700 – Dura 128S/128Q/64D/32X Cuadro Individual – Cuadro de Dobles – Dobles Mixtos               | Angelique Kerber 6-3, 4-6, 6-4                        | Karolína Plíšková                    | Serena Williams Caroline Wozniacki | Serena Williams Caroline Wozniacki | Simona Halep Ana Konjuh Anastasija Sevastova Roberta Vinci        |
| 29 de agosto 5 de septiembre | US Open Nueva York, Estados Unidos Grand Slam $22,112,700 – Dura 128S/128Q/64D/32X Cuadro Individual – Cuadro de Dobles – Dobles Mixtos               | Bethanie Mattek-Sands Lucie Šafářová 2-6, 7-6(5), 6-4 | Caroline Garcia Kristina Mladenovic  | Serena Williams Caroline Wozniacki | Serena Williams Caroline Wozniacki | Simona Halep Ana Konjuh Anastasija Sevastova Roberta Vinci        |
| 29 de agosto 5 de septiembre | US Open Nueva York, Estados Unidos Grand Slam $22,112,700 – Dura 128S/128Q/64D/32X Cuadro Individual – Cuadro de Dobles – Dobles Mixtos               | Laura Siegemund Mate Pavić 6-4, 6-4                   | Coco Vandeweghe Rajeev Ram           | Serena Williams Caroline Wozniacki | Serena Williams Caroline Wozniacki | Simona Halep Ana Konjuh Anastasija Sevastova Roberta Vinci        |

### Septiembre
| Semana           | Torneo | Campeonas                                       | Finalistas                         | Semifinalistas                      | Cuartos de final                                                      |
| ---------------- | --- | ----------------------------------------------- | ---------------------------------- | ----------------------------------- | --------------------------------------------------------------------- |
| 12 de septiembre | Coupe Banque Nationale Quebec City, Canadá WTA International $250,000 – Dura (i) – 32S/24Q/16D Cuadro Individual – Cuadro de Dobles         | Océane Dodin 6-4, 6-3                           | Lauren Davis                       | Tereza Martincová Julia Boserup     | Alla Kudryavtseva Jessica Pegula Catherine Bellis Alison Van Uytvanck |
| 12 de septiembre | Coupe Banque Nationale Quebec City, Canadá WTA International $250,000 – Dura (i) – 32S/24Q/16D Cuadro Individual – Cuadro de Dobles         | Andrea Hlaváčková Lucie Hradecká 7-6(2), 7-6(2) | Alla Kudryavtseva Alexandra Panova | Tereza Martincová Julia Boserup     | Alla Kudryavtseva Jessica Pegula Catherine Bellis Alison Van Uytvanck |
| 12 de septiembre | Hashimoto Sogyo Japan Women's Open Tennis Tokio, Japón WTA International $250,000 – Dura – 32S/32Q/16D Cuadro Individual – Cuadro de Dobles | Christina McHale 3-6, 6-4, 6-4                  | Kateřina Siniaková                 | Shuai Zhang Jana Čepelová           | Alison Riske Varvara Lepchenko Kurumi Nara Viktorija Golubic          |
| 12 de septiembre | Hashimoto Sogyo Japan Women's Open Tennis Tokio, Japón WTA International $250,000 – Dura – 32S/32Q/16D Cuadro Individual – Cuadro de Dobles | Shuko Aoyama Makoto Ninomiya 6-3, 6-3           | Jocelyn Rae Anna Smith             | Shuai Zhang Jana Čepelová           | Alison Riske Varvara Lepchenko Kurumi Nara Viktorija Golubic          |
| 19 de septiembre | Toray Pan Pacific Open Tokio, Japón WTA Premier $1,000,000 – Dura – 28S/32Q/16D Cuadro Individual – Cuadro de Dobles                        | Caroline Wozniacki 7-5, 6-3                     | Naomi Osaka                        | Elina Svitolina Agnieszka Radwańska | Garbiñe Muguruza Aliaksandra Sasnovich Magda Linette Mónica Puig      |
| 19 de septiembre | Toray Pan Pacific Open Tokio, Japón WTA Premier $1,000,000 – Dura – 28S/32Q/16D Cuadro Individual – Cuadro de Dobles                        | Sania Mirza Barbora Strýcová 6-1, 6-1           | Chen Liang Yang Zhaoxuan           | Elina Svitolina Agnieszka Radwańska | Garbiñe Muguruza Aliaksandra Sasnovich Magda Linette Mónica Puig      |
| 19 de septiembre | Korea Open Seúl, Corea del Sur WTA International $250,000 – Dura – 32S/32Q/16D Cuadro Individual – Cuadro de Dobles                         | Lara Arruabarrena 6-0, 2-6, 6-0                 | Monica Niculescu                   | Shuai Zhang Patricia Maria Țig      | Jana Čepelová Camila Giorgi Sara Sorribes Tormo Johanna Larsson       |
| 19 de septiembre | Korea Open Seúl, Corea del Sur WTA International $250,000 – Dura – 32S/32Q/16D Cuadro Individual – Cuadro de Dobles                         | Kirsten Flipkens Johanna Larsson 6-2, 6-3       | Akiko Omae Peangtarn Plipuech      | Shuai Zhang Patricia Maria Țig      | Jana Čepelová Camila Giorgi Sara Sorribes Tormo Johanna Larsson       |
| 19 de septiembre | Guangzhou International Women's Open Guangzhou, China WTA International $250,000 – Dura – 32S/24Q/16D Cuadro Individual – Cuadro de Dobles  | Lesia Tsurenko 6-4, 3-6, 6-4                    | Jelena Janković                    | Anett Kontaveit Ana Konjuh          | Viktorija Golubic Alison Riske Jennifer Brady Sabine Lisicki          |
| 19 de septiembre | Guangzhou International Women's Open Guangzhou, China WTA International $250,000 – Dura – 32S/24Q/16D Cuadro Individual – Cuadro de Dobles  | Asia Muhammad Shuai Peng 6-2, 7-6(3)            | Olga Govortsova Vera Lapko         | Anett Kontaveit Ana Konjuh          | Viktorija Golubic Alison Riske Jennifer Brady Sabine Lisicki          |
| 26 de septiembre | Dongfeng Motor Wuhan Open Wuhan, China WTA Premier 5 $2,228,250 – Dura – 56S/32Q/28D Cuadro Individual – Cuadro de Dobles                   | Petra Kvitová 6-1, 6-1                          | Dominika Cibulková                 | Simona Halep Svetlana Kuznetsova    | Johanna Konta Madison Keys Agnieszka Radwańska Barbora Strýcová       |
| 26 de septiembre | Dongfeng Motor Wuhan Open Wuhan, China WTA Premier 5 $2,228,250 – Dura – 56S/32Q/28D Cuadro Individual – Cuadro de Dobles                   | Bethanie Mattek-Sands Lucie Šafářová 6-1, 6-4   | Sania Mirza Barbora Strýcová       | Simona Halep Svetlana Kuznetsova    | Johanna Konta Madison Keys Agnieszka Radwańska Barbora Strýcová       |
| 26 de septiembre | Tashkent Open Taskent, Uzbekistán WTA International $250,000 – Duraa – 32S/16Q/16D Cuadro Individual – Cuadro de Dobles                     | Kristýna Plíšková 6-3, 2-6, 6-3                 | Nao Hibino                         | Kateryna Kozlova Denisa Allertová   | Stefanie Vögele Irina Khromacheva Lesia Tsurenko Kirsten Flipkens     |
| 26 de septiembre | Tashkent Open Taskent, Uzbekistán WTA International $250,000 – Duraa – 32S/16Q/16D Cuadro Individual – Cuadro de Dobles                     | Raluca Olaru İpek Soylu 7-5, 6-3                | Demi Schuurs Renata Voráčová       | Kateryna Kozlova Denisa Allertová   | Stefanie Vögele Irina Khromacheva Lesia Tsurenko Kirsten Flipkens     |

### Octubre
| Semana        | Torneo | Campeonas                                         | Finalistas                           | Semifinalistas                          | Cuartos de final                                                                                 |
| ------------- | --- | ------------------------------------------------- | ------------------------------------ | --------------------------------------- | ------------------------------------------------------------------------------------------------ |
| 3 de octubre  | China Open Pekín, China WTA Premier Mandatory $5,424,394 – Dura – 60S/32Q/28D Cuadro Individual – Cuadro de Dobles                                   | Agnieszka Radwańska 6-4, 6-2                      | Johanna Konta                        | Elina Svitolina Madison Keys            | Daria Gavrilova Yaroslava Shvédova Shuai Zhang Petra Kvitová                                     |
| 3 de octubre  | China Open Pekín, China WTA Premier Mandatory $5,424,394 – Dura – 60S/32Q/28D Cuadro Individual – Cuadro de Dobles                                   | Bethanie Mattek-Sands Lucie Šafářová 6-4, 6-4     | Caroline Garcia Kristina Mladenovic  | Elina Svitolina Madison Keys            | Daria Gavrilova Yaroslava Shvédova Shuai Zhang Petra Kvitová                                     |
| 10 de octubre | Tianjin Open Tianjin, China WTA International $500,000 – Dura – 32S/16Q/16D Cuadro Individual – Cuadro de Dobles                                     | Shuai Peng 7-6(3), 6-2                            | Alison Riske                         | Danka Kovinić Svetlana Kuznetsova       | Agnieszka Radwańska Mónica Puig Han Xinyun Naomi Osaka                                           |
| 10 de octubre | Tianjin Open Tianjin, China WTA International $500,000 – Dura – 32S/16Q/16D Cuadro Individual – Cuadro de Dobles                                     | Christina McHale Shuai Peng 7-6(8), 6-0           | Magda Linette Xu Yifan               | Danka Kovinić Svetlana Kuznetsova       | Agnieszka Radwańska Mónica Puig Han Xinyun Naomi Osaka                                           |
| 10 de octubre | Prudential Hong Kong Tennis Open Hong Kong, China WTA International $250,000 – Dura – 32S/32Q/16D Cuadro Individual – Cuadro de Dobles               | Caroline Wozniacki 6-1, 6-7(4), 6-2               | Kristina Mladenovic                  | Daria Gavrilova Jelena Janković         | Angelique Kerber Bethanie Mattek-Sands Qiang Wang Alizé Cornet                                   |
| 10 de octubre | Prudential Hong Kong Tennis Open Hong Kong, China WTA International $250,000 – Dura – 32S/32Q/16D Cuadro Individual – Cuadro de Dobles               | Hao-Ching Chan Yung-Jan Chan 6-3, 6-1             | Naomi Broady Heather Watson          | Daria Gavrilova Jelena Janković         | Angelique Kerber Bethanie Mattek-Sands Qiang Wang Alizé Cornet                                   |
| 10 de octubre | Generali Ladies Linz Linz, Austria WTA International $250,000 – Dura (i) – 30S/32Q/16D Cuadro Individual – Cuadro de Dobles                          | Dominika Cibulková 6-3, 7-5                       | Viktorija Golubic                    | Madison Keys Carla Suárez               | Garbiñe Muguruza Océane Dodin Denisa Allertová Anastasiya Pavliuchenkova                         |
| 10 de octubre | Generali Ladies Linz Linz, Austria WTA International $250,000 – Dura (i) – 30S/32Q/16D Cuadro Individual – Cuadro de Dobles                          | Kiki Bertens Johanna Larsson 4-6, 6-2, [10-7]     | Anna-Lena Grönefeld Květa Peschke    | Madison Keys Carla Suárez               | Garbiñe Muguruza Océane Dodin Denisa Allertová Anastasiya Pavliuchenkova                         |
| 17 de octubre | VTB Kremlin Cup Moscú, Rusia WTA Premier $731,000 – Dura (i) – 28S/32Q/16D Cuadro Individual – Cuadro de Dobles                                      | Svetlana Kuznetsova 6-2, 6-1                      | Daria Gavrilova                      | Elina Svitolina Julia Goerges           | Tímea Babos Ana Konjuh Daria Kasátkina Anastasiya Pavliuchenkova                                 |
| 17 de octubre | VTB Kremlin Cup Moscú, Rusia WTA Premier $731,000 – Dura (i) – 28S/32Q/16D Cuadro Individual – Cuadro de Dobles                                      | Andrea Hlaváčková Lucie Hradecká 4-6, 6-0, [10-7] | Daria Gavrilova Daria Kasátkina      | Elina Svitolina Julia Goerges           | Tímea Babos Ana Konjuh Daria Kasátkina Anastasiya Pavliuchenkova                                 |
| 17 de octubre | BGL BNP Paribas Luxembourg Open Luxemburgo, Luxemburgo WTA International $250,000 – Dura (i) – 32S/32Q/16D Cuadro Individual – Cuadro de Dobles      | Monica Niculescu 6-4, 6-0                         | Petra Kvitová                        | Lauren Davis Kiki Bertens               | Johanna Larsson Andrea Petković Denisa Allertová Caroline Wozniacki                              |
| 17 de octubre | BGL BNP Paribas Luxembourg Open Luxemburgo, Luxemburgo WTA International $250,000 – Dura (i) – 32S/32Q/16D Cuadro Individual – Cuadro de Dobles      | Kiki Bertens Johanna Larsson 4-6, 7-5, [11-9]     | Monica Niculescu Patricia Maria Țig  | Lauren Davis Kiki Bertens               | Johanna Larsson Andrea Petković Denisa Allertová Caroline Wozniacki                              |
| 24 de octubre | BNP Paribas WTA Finals Singapore Singapur, Singapur Campeonato de Fin de Año $7,000,000 – Dura (i) – 8S (RR)/8D Cuadro Individual – Cuadro de Dobles | Dominika Cibulková 6-3, 6-4                       | Angelique Kerber                     | Agnieszka Radwańska Svetlana Kuznetsova | Round Robin Grupo Rojo Simona Halep Madison Keys Grupo Blanco Karolína Plíšková Garbiñe Muguruza |
| 24 de octubre | BNP Paribas WTA Finals Singapore Singapur, Singapur Campeonato de Fin de Año $7,000,000 – Dura (i) – 8S (RR)/8D Cuadro Individual – Cuadro de Dobles | Yekaterina Makarova Yelena Vesnina 7-6(5), 6-3    | Bethanie Mattek-Sands Lucie Šafářová | Agnieszka Radwańska Svetlana Kuznetsova | Round Robin Grupo Rojo Simona Halep Madison Keys Grupo Blanco Karolína Plíšková Garbiñe Muguruza |
| 31 de octubre | WTA Elite Trophy Zhuhai, China Campeonato de Fin de Año $2,214,500 – Dura (i) – 12S (RR)/6D (RR) Cuadro Individual – Cuadro Dobles                   | Petra Kvitová 6-4, 6-2                            | Elina Svitolina                      | Johanna Konta Shuai Zhang               |                                                                                                  |
| 31 de octubre | WTA Elite Trophy Zhuhai, China Campeonato de Fin de Año $2,214,500 – Dura (i) – 12S (RR)/6D (RR) Cuadro Individual – Cuadro Dobles                   | İpek Soylu Xu Yifan 6-4, 3-6, [10-7]              | Yang Zhaoxuan You Xiaodi             | Johanna Konta Shuai Zhang               |                                                                                                  |

### Noviembre
| Semana          | Torneo                                                         | Campeonas           | Finalistas | Semifinalistas | Cuartos de final |
| --------------- | -------------------------------------------------------------- | ------------------- | ---------- | -------------- | ---------------- |
| 12 de noviembre | Fed Cup by BNP Paribas - Final Estrasburgo, Francia – Dura (i) | República Checa 3-2 | Francia    |                |                  |

## Resumen por títulos

### Individual

#### Por tenistas
| N.º | Tenista             | TOTAL | Grand Slam * | Premier Mandatory | Premier 5 | Premier | International * |
| 1   | Dominika Cibulková  | 4     | (+1)         |                   |           | 1       | 2               |
| 2   | Angelique Kerber    | 3     | 2            |                   |           | 1       |                 |
| 2   | Victoria Azarenka   | 3     |              | 2                 |           | 1       |                 |
| 2   | Simona Halep        | 3     |              | 1                 | 1         |         | 1               |
| 2   | Agnieszka Radwańska | 3     |              | 1                 |           | 1       | 1               |
| 2   | Sloane Stephens     | 3     |              |                   |           | 1       | 2               |
| 7   | Serena Williams     | 2     | 1            |                   | 1         |         |                 |
| 7   | Petra Kvitová       | 2     |              |                   | 1         |         | (+1)            |
| 7   | Karolína Plíšková   | 2     |              |                   | 1         |         | 1               |
| 7   | Svetlana Kuznetsova | 2     |              |                   |           | 2       |                 |
| 7   | Caroline Wozniacki  | 2     |              |                   |           | 1       | 1               |
| 7   | Caroline Garcia     | 2     |              |                   |           |         | 2               |
| 13  | Garbiñe Muguruza    | 1     | 1            |                   |           |         |                 |
| 13  | Mónica Puig         | 1     | (+1)         |                   |           |         |                 |
| 13  | Carla Suárez        | 1     |              |                   | 1         |         |                 |
| 13  | Sara Errani         | 1     |              |                   |           | 1       |                 |
| 13  | Madison Keys        | 1     |              |                   |           | 1       |                 |
| 13  | Johanna Konta       | 1     |              |                   |           | 1       |                 |
| 13  | Roberta Vinci       | 1     |              |                   |           | 1       |                 |
| 13  | Lara Arruabarrena   | 1     |              |                   |           |         | 1               |
| 13  | Timea Bacsinszky    | 1     |              |                   |           |         | 1               |
| 13  | Irina-Camelia Begu  | 1     |              |                   |           |         | 1               |
| 13  | Kiki Bertens        | 1     |              |                   |           |         | 1               |
| 13  | Çağla Büyükakçay    | 1     |              |                   |           |         | 1               |
| 13  | Alizé Cornet        | 1     |              |                   |           |         | 1               |
| 13  | Océane Dodin        | 1     |              |                   |           |         | 1               |
| 13  | Yingying Duan       | 1     |              |                   |           |         | 1               |
| 13  | Irina Falconi       | 1     |              |                   |           |         | 1               |
| 13  | Viktorija Golubic   | 1     |              |                   |           |         | 1               |
| 13  | Christina McHale    | 1     |              |                   |           |         | 1               |
| 13  | Monica Niculescu    | 1     |              |                   |           |         | 1               |
| 13  | Shuai Peng          | 1     |              |                   |           |         | 1               |
| 13  | Kristýna Plíšková   | 1     |              |                   |           |         | 1               |
| 13  | Lucie Šafářová      | 1     |              |                   |           |         | 1               |
| 13  | Francesca Schiavone | 1     |              |                   |           |         | 1               |
| 13  | Laura Siegemund     | 1     |              |                   |           |         | 1               |
| 13  | Elina Svitolina     | 1     |              |                   |           |         | 1               |
| 13  | Lesia Tsurenko      | 1     |              |                   |           |         | 1               |
| 13  | Coco Vandeweghe     | 1     |              |                   |           |         | 1               |
| 13  | Heather Watson      | 1     |              |                   |           |         | 1               |
| 13  | Yanina Wickmayer    | 1     |              |                   |           |         | 1               |
| 13  | Venus Williams      | 1     |              |                   |           |         | 1               |

#### Por países
| N.º | País            | TOTAL | Grand Slam * | Premier Mandatory | Premier 5 | Premier | International * |
| 1   | Estados Unidos  | 10    | 1            |                   | 1         | 2       | 6               |
| 2   | República Checa | 6     |              |                   | 2         |         | 3(+1)           |
| 3   | Rumania         | 5     |              | 1                 | 1         |         | 3               |
| 4   | Alemania        | 4     | 2            |                   |           | 1       | 1               |
| 4   | Eslovaquia      | 4     | (+1)         |                   |           | 1       | 2               |
| 4   | Francia         | 4     |              |                   |           |         | 4               |
| 7   | España          | 3     | 1            |                   | 1         |         | 1               |
| 7   | Bielorrusia     | 3     |              | 2                 |           | 1       |                 |
| 7   | Polonia         | 3     |              | 1                 |           | 1       | 1               |
| 7   | Italia          | 3     |              |                   |           | 2       | 1               |
| 11  | Rusia           | 2     |              |                   |           | 2       |                 |
| 11  | Dinamarca       | 2     |              |                   |           | 1       | 1               |
| 11  | Reino Unido     | 2     |              |                   |           | 1       | 1               |
| 11  | China           | 2     |              |                   |           |         | 2               |
| 11  | Suiza           | 2     |              |                   |           |         | 2               |
| 11  | Ucrania         | 2     |              |                   |           |         | 2               |
| 17  | Puerto Rico     | 1     | (+1)         |                   |           |         |                 |
| 17  | Bélgica         | 1     |              |                   |           |         | 1               |
| 17  | Países Bajos    | 1     |              |                   |           |         | 1               |
| 17  | Turquía         | 1     |              |                   |           |         | 1               |

### Dobles

#### Por tenistas
| N.º | Tenista                 | TOTAL | Grand Slam * | Premier Mandatory | Premier 5 | Premier | International * |
| 1   | Sania Mirza             | 8     | 1            |                   | 2         | 5       |                 |
| 2   | Bethanie Mattek-Sands   | 5     | 1            | 3                 | 1         |         |                 |
| 2   | Martina Hingis          | 5     | 1            |                   | 1         | 3       |                 |
| 4   | Lucie Šafářová          | 4     | 1            | 2                 | 1         |         |                 |
| 4   | Caroline Garcia         | 4     | 1            | 1                 |           | 2       |                 |
| 4   | Kristina Mladenovic     | 4     | 1            | 1                 |           | 2       |                 |
| 4   | Andrea Hlaváčková       | 4     |              |                   |           | 1       | 3               |
| 4   | Johanna Larsson         | 4     |              |                   |           |         | 4               |
| 9   | Yekaterina Makarova     | 3     | (+2)         |                   | 1         |         |                 |
| 9   | Yelena Vesnina          | 3     | (+2)         |                   | 1         |         |                 |
| 9   | Barbora Strýcová        | 3     |              |                   | 1         | 2       |                 |
| 9   | Hao-Ching Chan          | 3     |              |                   | 1         |         | 2               |
| 9   | Yung-Jan Chan           | 3     |              |                   | 1         |         | 2               |
| 9   | Monica Niculescu        | 3     |              |                   |           | 1       | 2               |
| 9   | İpek Soylu              | 3     |              |                   |           |         | 2(+1)           |
| 9   | Kiki Bertens            | 3     |              |                   |           |         | 3               |
| 9   | Anabel Medina           | 3     |              |                   |           |         | 3               |
| 9   | Arantxa Parra           | 3     |              |                   |           |         | 3               |
| 9   | Shuai Peng              | 3     |              |                   |           |         | 3               |
| 20  | Darija Jurak            | 2     |              |                   |           | 2       |                 |
| 20  | Lucie Hradecká          | 2     |              |                   |           | 1       | 1               |
| 20  | Lara Arruabarrena       | 2     |              |                   |           |         | 2               |
| 20  | Xenia Knoll             | 2     |              |                   |           |         | 2               |
| 20  | Christina McHale        | 2     |              |                   |           |         | 2               |
| 20  | Andreea Mitu            | 2     |              |                   |           |         | 2               |
| 20  | Varatchaya Wongteanchai | 2     |              |                   |           |         | 2               |
| 27  | Serena Williams         | 1     | 1            |                   |           |         |                 |
| 27  | Venus Williams          | 1     | 1            |                   |           |         |                 |
| 27  | Coco Vandeweghe         | 1     |              | 1                 |           |         |                 |
| 27  | Raquel Atawo            | 1     |              |                   |           | 1       |                 |
| 27  | Chia-Jung Chuang        | 1     |              |                   |           | 1       |                 |
| 27  | Karolína Plíšková       | 1     |              |                   |           | 1       |                 |
| 27  | Anastasia Rodionova     | 1     |              |                   |           | 1       |                 |
| 27  | Abigail Spears          | 1     |              |                   |           | 1       |                 |
| 27  | Yifan Xu                | 1     |              |                   |           |         | (+1)            |
| 27  | Shuko Aoyama            | 1     |              |                   |           |         | 1               |
| 27  | Verónica Cepede Royg    | 1     |              |                   |           |         | 1               |
| 27  | Gabriela Dabrowski      | 1     |              |                   |           |         | 1               |
| 27  | Kirsten Flipkens        | 1     |              |                   |           |         | 1               |
| 27  | Margarita Gasparián     | 1     |              |                   |           |         | 1               |
| 27  | Xinyun Han              | 1     |              |                   |           |         | 1               |
| 27  | Eri Hozumi              | 1     |              |                   |           |         | 1               |
| 27  | María Irigoyen          | 1     |              |                   |           |         | 1               |
| 27  | Oksana Kaláshnikova     | 1     |              |                   |           |         | 1               |
| 27  | Miyu Kato               | 1     |              |                   |           |         | 1               |
| 27  | Liudmila Kichenok       | 1     |              |                   |           |         | 1               |
| 27  | Nadia Kichenok          | 1     |              |                   |           |         | 1               |
| 27  | Vania King              | 1     |              |                   |           |         | 1               |
| 27  | Aleksandra Krunić       | 1     |              |                   |           |         | 1               |
| 27  | Chen Liang              | 1     |              |                   |           |         | 1               |
| 27  | Jingjing Lu             | 1     |              |                   |           |         | 1               |
| 27  | Tatjana Maria           | 1     |              |                   |           |         | 1               |
| 27  | María José Martínez     | 1     |              |                   |           |         | 1               |
| 27  | An-Sophie Mestach       | 1     |              |                   |           |         | 1               |
| 27  | Elise Mertens           | 1     |              |                   |           |         | 1               |
| 27  | Jessica Moore           | 1     |              |                   |           |         | 1               |
| 27  | Asia Muhammad           | 1     |              |                   |           |         | 1               |
| 27  | Makoto Ninomiya         | 1     |              |                   |           |         | 1               |
| 27  | Raluca Olaru            | 1     |              |                   |           |         | 1               |
| 27  | Alicja Rosolska         | 1     |              |                   |           |         | 1               |
| 27  | Yaroslava Shvédova      | 1     |              |                   |           |         | 1               |
| 27  | Yanina Wickmayer        | 1     |              |                   |           |         | 1               |
| 27  | Zhaoxuan Yang           | 1     |              |                   |           |         | 1               |

#### Por países
| N.º | País            | TOTAL | Grand Slam * | Premier Mandatory | Premier 5 | Premier | International * |
| 1   | Estados Unidos  | 14    | 3            | 4                 | 1         | 2       | 4               |
| 1   | República Checa | 14    | 1            | 2                 | 2         | 5       | 4               |
| 3   | España          | 9     |              |                   |           |         | 9               |
| 4   | Francia         | 8     | 2            | 2                 |           | 4       |                 |
| 4   | India           | 8     | 1            |                   | 2         | 5       |                 |
| 4   | China           | 8     |              |                   |           |         | 7(+1)           |
| 7   | Suiza           | 7     | 1            |                   | 1         | 3       | 2               |
| 7   | Rusia           | 7     | (+4)         |                   | 2         |         | 1               |
| 7   | China Taipéi    | 7     |              |                   | 2         | 1       | 4               |
| 10  | Rumania         | 6     |              |                   |           | 1       | 5               |
| 11  | Bélgica         | 4     |              |                   |           |         | 4               |
| 11  | Japón           | 4     |              |                   |           |         | 4               |
| 11  | Suecia          | 4     |              |                   |           |         | 4               |
| 14  | Turquía         | 3     |              |                   |           |         | 2(+1)           |
| 14  | Países Bajos    | 3     |              |                   |           |         | 3               |
| 16  | Croacia         | 2     |              |                   |           | 2       |                 |
| 16  | Australia       | 2     |              |                   |           | 1       | 1               |
| 16  | Tailandia       | 2     |              |                   |           |         | 2               |
| 16  | Ucrania         | 2     |              |                   |           |         | 2               |
| 20  | Alemania        | 1     |              |                   |           |         | 1               |
| 20  | Argentina       | 1     |              |                   |           |         | 1               |
| 20  | Canadá          | 1     |              |                   |           |         | 1               |
| 20  | Georgia         | 1     |              |                   |           |         | 1               |
| 20  | Kazajistán      | 1     |              |                   |           |         | 1               |
| 20  | Paraguay        | 1     |              |                   |           |         | 1               |
| 20  | Polonia         | 1     |              |                   |           |         | 1               |
| 20  | Serbia          | 1     |              |                   |           |         | 1               |

(*) Dentro de la columna de Grand Slam, se incluye el torneo de la WTA Tour Championships y los Juegos Olímpicos, con un (+1) y en la columna de International se incluye el WTA Elite Trophy, con un (+1).

### Dobles mixtos

#### Por tenistas
| Nº | Tenista         | TOTAL | Grand Slam |
| 1  | Martina Hingis  | 1     | 1          |
| 1  | Henri Kontinen  | 1     | 1          |
| 1  | Leander Paes    | 1     | 1          |
| 1  | Mate Pavić      | 1     | 1          |
| 1  | Laura Siegemund | 1     | 1          |
| 1  | Bruno Soares    | 1     | 1          |
| 1  | Yelena Vesnina  | 1     | 1          |
| 1  | Heather Watson  | 1     | 1          |

#### Por países
| Nº | País        | TOTAL | Grand Slam |
| 1  | Alemania    | 1     | 1          |
| 1  | Brasil      | 1     | 1          |
| 1  | Croacia     | 1     | 1          |
| 1  | Finlandia   | 1     | 1          |
| 1  | India       | 1     | 1          |
| 1  | Reino Unido | 1     | 1          |
| 1  | Rusia       | 1     | 1          |
| 1  | Suiza       | 1     | 1          |

### Detalles de los títulos
Las siguientes jugadoras ganaron su primer título del circuito en individuales, dobles o dobles mixtos:
Individuales
- Irina Falconi  – Bogotá (Cuadro)
- Çağla Büyükakçay  – Estambul (Cuadro)
- Viktorija Golubic  – Gstaad (Cuadro)
- Laura Siegemund  – Bastad (Cuadro)
- Johanna Konta  – Stanford (Cuadro)
- Duan Yingying  – Nanchang (Cuadro)
- Christina McHale  – Tokio (International) (Cuadro)
- Océane Dodin  – Quebec (Cuadro)
- Kristýna Plíšková  – Taskent (Cuadro)
- Shuai Peng  – Tianjin (Cuadro)

Dobles
- Elise Mertens  – Auckland (Cuadro)
- Xinyun Han  – Hobart (Cuadro)
- Christina McHale  – Hobart (Cuadro)
- Verónica Cepede Royg  – Río de Janeiro (Cuadro)
- Varatchaya Wongteanchai  – Kuala Lumpur (Cuadro)
- Zhaoxuan Yang  – Kuala Lumpur (Cuadro)
- Coco Vandeweghe  – Indian Wells (Cuadro)
- Eri Hozumi  – Katowice (Cuadro)
- Miyu Kato  – Katowice (Cuadro)
- Andreea Mitu  – Estambul (Cuadro)
- İpek Soylu  – Estambul (Cuadro)
- Xenia Knoll  – Rabat (Cuadro)
- Jessica Moore  – Bucarest (Cuadro)
- Lu Jingjing  – Nanchang (Cuadro)
- Makoto Ninomiya  – Tokio (International) (Cuadro)
- Kirsten Flipkens  – Seúl (Cuadro)

Las siguientes jugadoras defendieron exitosamente su título conseguido la temporada pasada en individuales, dobles o dobles mixtos:
Individuales
- Angelique Kerber  – Stuttgart (Cuadro)
- Serena Williams  – Wimbledon (Cuadro)
- Svetlana Kuznetsova  – Moscú (Cuadro)

Dobles
- Martina Hingis  – Brisbane (Cuadro)
- Sania Mirza  – Sídney (Cuadro)

## Líderes en estadísticas
Actualizado hasta el 10 de octubre de 2016
| ACES | ACES              | ACES | ACES     |
| #    | Jugadora          | Aces | Partidos |
| ---- | ----------------- | ---- | -------- |
| 1    | Karolína Plíšková | 508  | 58       |
| 2    | Serena Williams   | 324  | 44       |
| 3    | Madison Keys      | 276  | 57       |
| 4    | Johanna Konta     | 269  | 64       |
| 5    | Tímea Babos       | 249  | 57       |
| 6    | Coco Vandeweghe   | 232  | 40       |
| 7    | Kristýna Plíšková | 219  | 21       |
| 8    | Naomi Broady      | 209  | 24       |
| 9    | Caroline Garcia   | 199  | 49       |
| 10   | Petra Kvitová     | 188  | 57       |

| JUEGOS GANADOS EN EL SERVICIO | JUEGOS GANADOS EN EL SERVICIO | JUEGOS GANADOS EN EL SERVICIO | JUEGOS GANADOS EN EL SERVICIO |
| #                             | Jugadora                      | %                             | Partidos                      |
| ----------------------------- | ----------------------------- | ----------------------------- | ----------------------------- |
| 1                             | Serena Williams               | 83.8                          | 44                            |
| 2                             | Victoria Azarenka             | 79.7                          | 27                            |
| 3                             | Madison Keys                  | 77.7                          | 57                            |
| 4                             | Karolína Plíšková             | 77.2                          | 58                            |
| 5                             | Lucie Šafářová                | 76.3                          | 32                            |
| 6                             | Julia Goerges                 | 75.5                          | 35                            |
| 7                             | Petra Kvitová                 | 74.7                          | 57                            |
| 8                             | Garbiñe Muguruza              | 74.1                          | 45                            |
| 9                             | Johanna Konta                 | 74.1                          | 64                            |
| 10                            | Coco Vandeweghe               | 73.3                          | 40                            |

| OPORTUNIDADES DE QUIEBRE SALVADAS | OPORTUNIDADES DE QUIEBRE SALVADAS | OPORTUNIDADES DE QUIEBRE SALVADAS | OPORTUNIDADES DE QUIEBRE SALVADAS |
| #                                 | Jugadora                          | %                                 | Partidos                          |
| --------------------------------- | --------------------------------- | --------------------------------- | --------------------------------- |
| 1                                 | Victoria Azarenka                 | 66.4                              | 27                                |
| 2                                 | Serena Williams                   | 63.7                              | 44                                |
| 3                                 | Belinda Bencic                    | 61.3                              | 37                                |
| 4                                 | Karolína Plíšková                 | 61.3                              | 58                                |
| 5                                 | Ana Konjuh                        | 60.5                              | 26                                |
| 6                                 | Madison Keys                      | 60.4                              | 57                                |
| 7                                 | Samantha Stosur                   | 60.0                              | 33                                |
| 8                                 | Yaroslava Shvédova                | 60.2                              | 19                                |
| 9                                 | Johanna Konta                     | 59.4                              | 64                                |
| 10                                | Lara Arruabarrena                 | 59.2                              | 30                                |

| PORCENTAJE DE PRIMEROS SERVICIOS | PORCENTAJE DE PRIMEROS SERVICIOS | PORCENTAJE DE PRIMEROS SERVICIOS | PORCENTAJE DE PRIMEROS SERVICIOS |
| #                                | Jugadora                         | %                                | Partidos                         |
| -------------------------------- | -------------------------------- | -------------------------------- | -------------------------------- |
| 1                                | Sara Errani                      | 84.8                             | 43                               |
| 2                                | Annika Beck                      | 72.0                             | 45                               |
| 3                                | Laura Siegemund                  | 70.7                             | 46                               |
| 4                                | Yulia Putintseva                 | 70.5                             | 48                               |
| 5                                | Kurumi Nara                      | 70.1                             | 30                               |
| 6                                | Monica Niculescu                 | 69.9                             | 37                               |
| 7                                | Timea Bacsinszky                 | 68.7                             | 49                               |
| 8                                | Madison Brengle                  | 68.4                             | 37                               |
| 9                                | Carla Suárez                     | 67.5                             | 53                               |
| 10                               | Lara Arruabarrena                | 67.5                             | 30                               |

| PUNTOS GANADOS CON EL PRIMER SERVICIO | PUNTOS GANADOS CON EL PRIMER SERVICIO | PUNTOS GANADOS CON EL PRIMER SERVICIO | PUNTOS GANADOS CON EL PRIMER SERVICIO |
| #                                     | Player                                | %                                     | Matches                               |
| ------------------------------------- | ------------------------------------- | ------------------------------------- | ------------------------------------- |
| 1                                     | Serena Williams                       | 75.7                                  | 41                                    |
| 2                                     | Karolína Plíšková                     | 74.6                                  | 58                                    |
| 3                                     | Victoria Azarenka                     | 72.2                                  | 27                                    |
| 4                                     | Coco Vandeweghe                       | 72.1                                  | 40                                    |
| 5                                     | Julia Goerges                         | 71.2                                  | 35                                    |
| 6                                     | Lucie Šafářová                        | 71.2                                  | 30                                    |
| 7                                     | Madison Keys                          | 69.4                                  | 51                                    |
| 8                                     | Garbiñe Muguruza                      | 69.0                                  | 42                                    |
| 9                                     | Petra Kvitová                         | 68.7                                  | 51                                    |
| 10                                    | Naomi Osaka                           | 68.2                                  | 30                                    |

| PUNTOS GANADOS CON EL SEGUNDO SERVICIO | PUNTOS GANADOS CON EL SEGUNDO SERVICIO | PUNTOS GANADOS CON EL SEGUNDO SERVICIO | PUNTOS GANADOS CON EL SEGUNDO SERVICIO |
| #                                      | Jugadora                               | %                                      | Partidos                               |
| -------------------------------------- | -------------------------------------- | -------------------------------------- | -------------------------------------- |
| 1                                      | Johanna Konta                          | 52.6                                   | 60                                     |
| 2                                      | Madison Keys                           | 50.6                                   | 51                                     |
| 3                                      | Shelby Rogers                          | 50.4                                   | 25                                     |
| 4                                      | Caroline Garcia                        | 50.2                                   | 47                                     |
| 5                                      | Serena Williams                        | 50.2                                   | 41                                     |
| 6                                      | Simona Halep                           | 50.1                                   | 56                                     |
| 7                                      | Petra Kvitová                          | 49.5                                   | 51                                     |
| 8                                      | Angelique Kerber                       | 49.3                                   | 63                                     |
| 9                                      | Mónica Puig                            | 49.2                                   | 56                                     |
| 10                                     | Yulia Putintseva                       | 49.1                                   | 48                                     |

| PUNTOS GANADOS DEVOLVIENDO PRIMER SERVICIO | PUNTOS GANADOS DEVOLVIENDO PRIMER SERVICIO | PUNTOS GANADOS DEVOLVIENDO PRIMER SERVICIO | PUNTOS GANADOS DEVOLVIENDO PRIMER SERVICIO |
| #                                          | Jugadora                                   | %                                          | Partidos                                   |
| ------------------------------------------ | ------------------------------------------ | ------------------------------------------ | ------------------------------------------ |
| 1                                          | Victoria Azarenka                          | 51.0                                       | 27                                         |
| 2                                          | Simona Halep                               | 49.4                                       | 56                                         |
| 3                                          | Agnieszka Radwańska                        | 49.2                                       | 65                                         |
| 4                                          | Monica Niculescu                           | 48.6                                       | 37                                         |
| 5                                          | Sara Errani                                | 47.6                                       | 43                                         |
| 6                                          | Serena Williams                            | 47.4                                       | 44                                         |
| 7                                          | Angelique Kerber                           | 47.1                                       | 49                                         |
| 8                                          | Timea Bacsinszky                           | 47.1                                       | 63                                         |
| 9                                          | Dominika Cibulková                         | 46.8                                       | 25                                         |
| 10                                         | Mirjana Lučić-Baroni                       | 46.6                                       | 32                                         |

| QUIEBRES CONVERTIDOS | QUIEBRES CONVERTIDOS | QUIEBRES CONVERTIDOS | QUIEBRES CONVERTIDOS |
| #                    | Jugadora             | %                    | Partidos             |
| -------------------- | -------------------- | -------------------- | -------------------- |
| 1                    | Agnieszka Radwańska  | 54.2                 | 65                   |
| 2                    | Shelby Rogers        | 54.2                 | 25                   |
| 3                    | Nao Hibino           | 54.1                 | 35                   |
| 4                    | Lesia Tsurenko       | 52.9                 | 37                   |
| 5                    | Shuai Zhang          | 52.1                 | 42                   |
| 6                    | Caroline Wozniacki   | 52.0                 | 44                   |
| 7                    | Simona Halep         | 51.4                 | 56                   |
| 8                    | Barbora Strýcová     | 51.1                 | 57                   |
| 9                    | Kurumi Nara          | 50.9                 | 30                   |
| 10                   | Annika Beck          | 50.8                 | 45                   |

| JUEGOS GANADOS EN LA DEVOLUCION | JUEGOS GANADOS EN LA DEVOLUCION | JUEGOS GANADOS EN LA DEVOLUCION | JUEGOS GANADOS EN LA DEVOLUCION |
| #                               | Jugadora                        | %                               | Partidos                        |
| ------------------------------- | ------------------------------- | ------------------------------- | ------------------------------- |
| 1                               | Victoria Azarenka               | 51.2                            | 27                              |
| 2                               | Agnieszka Radwańska             | 48.6                            | 64                              |
| 3                               | Simona Halep                    | 48.2                            | 56                              |
| 4                               | Monica Niculescu                | 46.4                            | 36                              |
| 5                               | Sara Errani                     | 44.7                            | 40                              |
| 6                               | Angelique Kerber                | 43.3                            | 63                              |
| 7                               | Annika Beck                     | 43.2                            | 44                              |
| 8                               | Dominika Cibulková              | 43.0                            | 63                              |
| 9                               | Serena Williams                 | 42.7                            | 41                              |
| 10                              | Timea Bacsinszky                | 42.6                            | 48                              |

## Distribución de puntos
| Categoría                      | G    | F    | SF                                           | CF                                           | R16                                          | R32                                          | R64                                          | R128                                         | Q                                            | Q3                                           | Q2                                           | Q1                                           |
| Grand Slam (S)                 | 2000 | 1300 | 780                                          | 430                                          | 240                                          | 130                                          | 70                                           | 10                                           | 40                                           | 30                                           | 20                                           | 2                                            |
| Grand Slam (D)                 | 2000 | 1300 | 780                                          | 430                                          | 240                                          | 130                                          | 10                                           | –                                            | 48                                           | –                                            | –                                            | –                                            |
| WTA Finals (S)                 | +450 | +360 | (230 por cada victoria, 70 por cada derrota) | (230 por cada victoria, 70 por cada derrota) | (230 por cada victoria, 70 por cada derrota) | (230 por cada victoria, 70 por cada derrota) | (230 por cada victoria, 70 por cada derrota) | (230 por cada victoria, 70 por cada derrota) | (230 por cada victoria, 70 por cada derrota) | (230 por cada victoria, 70 por cada derrota) | (230 por cada victoria, 70 por cada derrota) | (230 por cada victoria, 70 por cada derrota) |
| WTA Finals (D)                 | 1500 | 1050 | 690                                          | 460                                          |                                              |                                              |                                              |                                              |                                              |                                              |                                              |                                              |
| WTA Premier Mandatory (96S)    | 1000 | 650  | 390                                          | 215                                          | 120                                          | 65                                           | 35                                           | 10                                           | 30                                           | –                                            | 20                                           | 2                                            |
| WTA Premier Mandatory (64S)    | 1000 | 650  | 390                                          | 215                                          | 120                                          | 65                                           | 10                                           | –                                            | 30                                           | –                                            | 20                                           | 2                                            |
| WTA Premier Mandatory (28/32D) | 1000 | 650  | 390                                          | 215                                          | 120                                          | 10                                           | –                                            | –                                            | –                                            | –                                            | –                                            | –                                            |
| WTA Premier 5 (56S)            | 900  | 585  | 350                                          | 190                                          | 105                                          | 60                                           | 1                                            | –                                            | 30                                           | 20                                           | 12                                           | 1                                            |
| WTA Premier 5 (28D)            | 900  | 585  | 350                                          | 190                                          | 105                                          | 1                                            | –                                            | –                                            | –                                            | –                                            | –                                            | –                                            |
| WTA Premier (56S)              | 470  | 305  | 185                                          | 100                                          | 55                                           | 30                                           | 1                                            | –                                            | 12                                           | –                                            | 8                                            | 1                                            |
| WTA Premier (32S)              | 470  | 305  | 185                                          | 100                                          | 55                                           | 1                                            | –                                            | –                                            | 20                                           | 16                                           | 10                                           | 1                                            |
| WTA Premier (16D)              | 470  | 305  | 185                                          | 100                                          | 1                                            | –                                            | –                                            | –                                            | –                                            | –                                            | –                                            | –                                            |
| WTA Elite Trophy               | +260 | +200 | (120 por cada victoria, 40 por cada derrota) | (120 por cada victoria, 40 por cada derrota) | (120 por cada victoria, 40 por cada derrota) | (120 por cada victoria, 40 por cada derrota) | (120 por cada victoria, 40 por cada derrota) | (120 por cada victoria, 40 por cada derrota) | (120 por cada victoria, 40 por cada derrota) | (120 por cada victoria, 40 por cada derrota) | (120 por cada victoria, 40 por cada derrota) | (120 por cada victoria, 40 por cada derrota) |
| WTA International (56S)        | 280  | 180  | 110                                          | 60                                           | 30                                           | 15                                           | 1                                            | –                                            | 10                                           | –                                            | 6                                            | 1                                            |
| WTA International (32S)        | 280  | 180  | 110                                          | 60                                           | 30                                           | 1                                            | –                                            | –                                            | 18                                           | 14                                           | 10                                           | 1                                            |
| WTA International (16D)        | 280  | 180  | 110                                          | 60                                           | 1                                            | –                                            | –                                            | –                                            | –                                            | –                                            | –                                            | –                                            |

## Retiros
A continuación se presenta una lista de las jugadoras notables (ganadoras de al menos un título de la gira principal, o que hayan alcanzado el top 100 en la clasificación de la WTA (individuales) o (dobles) durante al menos una semana) que anunciaron su retiro del tenis profesional, se convertirán en inactivas (después de no jugar por más de 52 semanas), o se les prohibió permanentemente jugar durante la temporada 2016:
- Sofia Arvidsson (Nació el 16 de febrero de 1984 Halmstad, Suecia) se unió al circuito profesional en 1999, su más alto ranking en individual fue la número 29 del mundo en 2006, fue la número 67 en dobles en 2011. Arvidsson ganó dos individuales y un título de dobles en la WTA. En torneos de Grand Slam individual que Atteint la tercera ronda en el Abierto de Australia de 2006. Ella decidió retirarse en enero de 2016 a la edad de 31 años.

- Lourdes Domínguez Lino (Nació el 31 de marzo de 1981 en Pontevedra, España) - Domínguez Lino anunció su retiro del tenis profesional en 2016, a la edad de 35 años.

- Janette Husárová (Nació el 4 de junio de 1974 en Bratislava, Eslovaquia), se unió al circuito profesional en 1991, alcanzando su más alto ranking individual el cual fue 31 del número en 2003, alcanzando su más alto ranking de dobles el cual fue 3 del número en 2003. Husárová ganó veinticinco título de dobles en el WTA. Ella ganó el título de dobles del WTA Tour Championships de 2002 junto a la rusa Yelena Dementieva. Con Dementieva llegó a la final del Abierto de Estados Unidos de ese mismo año, perdiendo ante Virginia Ruano y Paola Suárez. En febrero del año 2016 Husárová anunció su retiro del tenis profesional a la edad de 42 años.

- Klaudia Jans-Ignacik (Nació el 24 de septiembre de 1984 en Gdynia, Polonia), se unió al circuito profesional en 2000, alcanzando su más alto ranking individual fue la número 410 en 2004. Su más alto ranking de dobles fue el número 28 en 2012. Jans-Ignacik ganó tres título de dobles en el WTA. Anunció su retiro del tenis profesional en agosto de 2016.

- Mathilde Johansson (Nació el 28 de abril de 1985, en Boulogne-Billancourt, Francia), se unió al circuito profesional en 2000, su más alto ranking en individual fue la número 59 del número en 2009, fue la número 110 en dobles en 2010. Johansson jugó su último partido en individuales del Abierto de Francia de 2016 clasificación.

- Maria Kondratieva (Nació el 17 de enero de 1982 en Moscú, Rusia) - Kondratieva anunció su retiro del tenis profesional en 2016.

- Klára Koukalová (Nació el 24 de febrero de 1982 en Praga, República Checa) - Ella anunció su retiro del tenis profesional en septiembre de 2016.

- Tamarine Tanasugarn (Nació el 24 de mayo de 1977 en Los Ángeles, Estados Unidos), se unió al circuito profesional en 1994, su más alto ranking en individual fue la número 19 del número en 2002, fue la número 15 en dobles en 2004. Anunció su retiro del tenis profesional en junio de 2016.

- Vladimíra Uhlířová (Nació el 4 de mayo de 1978 en Ceske Budejovice, Checoslovaquia), se unió al circuito profesional en 2002, su más alto ranking en individual fue la número 400 en 2003, fue la número 18 en dobles en 2007. Uhlířová ha ganado cinco títulos de dobles en el WTA, así como 17 títulos de dobles en el circuito ITF en su carrera. En Grand Slam de dobles llegó a las semifinales en los US Open 2007. Ella anunció su retiro del tenis profesional de enero de 2016.

- Nicole Vaidišová (Nació el 23 de abril de 1989 en Núremberg, Alemania Occidental), se unió al circuito profesional en 2003, su más alto ranking en individual fue la número 7 del número en 2007, fue la número 128 en dobles en 2006. Vaidišová ha ganado seis títulos individuales en la WTA tour, así como 2 títulos individuales en la ITF en su carrera. En torneos de Grand Slam individual llegó a las semifinales en el Abierto de Francia de 2006 y el Abierto de Australia de 2007. Vaidišová anunció su primer retiro en 2010, pero volvió al circuito en 2014. Ella anunció su segundo y definitivo retiro del tenis profesional en julio de 2016.

- Stephanie Vogt (Nació el 15 de febrero de 1990 en Vaduz, Liechtenstein), se unió al circuito profesional en 2006, su más alto ranking en individual fue la número 137 en 2014, fue la número 69 del mundo en 2016. Vogt ha ganado dos títulos en dobles en la WTA, así como 12 individual y 11 títulos de dobles en la ITF en su carrera. Ella anunció su retiro del tenis profesional ene agosto de 2016.

- Yan Zi (Nació el 12 de noviembre de 1984 en Sichuan, China) - Ella anunció su retiro del tenis profesional en 2016.